# Allan Wiltons Kriminalberichte
Allan Wiltons Kriminalberichte (Untertitel der Reihe: Der Kriminalroman der Woche) hießen Heftromane, die im Österreich der 1950er und 1960er Jahre weite Verbreitung erzielten und zum Teil in Nachdrucken noch immer auf dem Markt sind.
Die Reihe wurde ab 1949 vom Hiro-Verlag/Typopress herausgegeben. Eigentümer dieses Verlages war Otto Hirsch, Verlagssitz Wien 1., Singerstraße 30.
Die Heftromane um den belgischen, aber zumeist in Südfrankreich, London und Paris ermittelnden Kriminalkommissar Allan Wilton gaben vor, auf Auszügen aus den Tagebüchern des Interpol-Kommissars zu beruhen. Die diversen Autoren zeichneten, wie in der Branche üblich, mit Phantasienamen, häufig als Jules Charpentier, Roland Berry oder Fred Martens. Immer wieder hörte man auch das Gerücht, dass hinter all diesen Namen eine Frau als Autorin gestanden sei.
Im Gegensatz zu den actionorientierten Serien Kommissar X und Jerry Cotton sprachen die Wilton-Romane eher ein älteres Lesepublikum an. Bis zum Verkauf der Serie an Viktor Biricz, geb. 1935, dürften über 1500 Wilton-Romane erschienen sein. Ab Nummer 1082 waren es allerdings nur mehr Nachdrucke. Viktor Biricz aus Mattersburg (Burgenland) setzte diese Tradition mit seinem „Allan-Wilton-Krimi Verlag“ fort.
Aufgrund des großen Erfolges erschienen schon ab den 1950er Jahren auch Allan-Wilton-Taschenbücher, Sonderhefte, Reprints in weiteren Reihen, Auswahlbände, Bücher, Neuauflagen und sogar Plagiate. Das Wilton-Sonderheft Nr. 29, „Das Haus auf dem Hügel“, wurde 1964 von Werner Klingler mit Ron Randell als Wilton verfilmt.
Der deutsche Cora-Verlag hat 1990 einige der „Kriminalromane der Woche“ als Taschenhefte nachgedruckt.

## Weblink
- Kurzcharakteristik der Serie - mit Abbildungen